# منطقة نينجو برامبرام (غانا)
تعد منطقة نينجو برامبرام واحدة من ستة عشر منطقة تضمها منطقة أكرا الكبرى بغانا. عاصمتها برامبرام. تأسست منطقة نينجو برامبرام في عام 2012، عندما تم نقلها من منطقة دانجميالغربية السابقة. 